# Cultura di Ripoli
La cultura di Ripoli è una cultura archeologica neolitica appartenente alla facies abruzzese-marchigiana e diffusa tra la prima metà del VI millennio a.C. e gli inizi del III millennio a.C. .
Prende il nome dal villaggio neolitico rinvenuto nella contrada di Ripoli del comune di Corropoli, in provincia di Teramo.

## Insediamenti
Gli insediamenti della cultura di Ripoli si attestano su terrazze fluviali o su colline presso i corsi d'acqua. Il villaggio di Ripoli presenta capanne a pianta circolare o ellissoide con uno o più ambienti ed era circondato da un fossato difensivo (largo 7 m e profondo 5 m).
In un insediamento rinvenuto a Pianaccio di Tortoreto le capanne delimitavano uno spazio libero centrale, mentre a Santa Maria in Selva, vicino Treia, erano presenti circa 15 strutture di varia forma accostate, distanti circa 40 m da una cavità circolare di 3 m di diametro.

## Spiritualità
Nel villaggio di Ripoli i defunti erano deposti in posizione rannicchiata in fosse comuni, da 2 a 14 individui, scavate entro l'abitato. Una donna venne sepolta con il proprio cane deposto ai suoi piedi.
Delle deposizioni sono state rinvenute nella Grotta dei Piccioni a Bolgonano, che per un'intepratazione contrversa sono legate a pratiche di culto con riti della fertilità legati a sacrifici umani: si tratta di undici circoli delimitati da ciottoli o blocchi di argilla cruda o travertino e di diametro variabile tra i 30 e gli 80 cm, entro i quali sono stati rinvenuti lo scheletro di un neonato, due crani di bambini di 8-10 anni e frammenti di ceramica, palline fittili, strumenti in pietra e in osso, oggetti di ornamento e resti di animali.

## Produzione
La ceramica rinvenuta nel villaggio, datata tra il 3680 e il 3150 a.C. circa, è stata suddivisa in tre gruppi cronologici: nel primo, datato intorno al 3680 a.C. si trova una prevalenza di ceramica figulina (boccali carenati, vasi a fiasco con collo cilindrico e bugne sotto l'orlo, vasi emisferici con quattro piccole anse verticali ad anello e tazze emisferiche con anse verticali); sono presenti anse in forma di figure femminili stilizzate. La decorazione dipinta, in rosso e in bruno, presenta motivi geometrici in riquadri sotto la parte superiore del vaso.
Nel secondo e nel terzo gruppo sono attestati ciotole e vasi troncoconici e vasi globulari, mentre la decorazione dipinta tende a scomparire per essere sostituita da cordoni plastici, puntini e cerchietti impressi e fasci di linee incise.
L'industria litica è uniforme nei tre gruppi, ma nel terzo gruppo è maggiormente presente l'ossidiana. Derivano dalla cultura di Campignano strumenti come tranchets e accette. Punte di freccia con tagliente trasversale presenti in alcuni siti (Santa Maria in Selva e Grotta dei Piccioni, vicino Bolognano) richiamano  la cultura di Chassey-Lagozza. Caratteristici della pietra levigata di questa cultura sono ciottoli piatti ellissoidi con intaccature simmetriche, usati come percussori o come pesi da pesca. Sono stati rinvenuti in alcuni siti (Fossacesia e Grotta dei Piccioni) anche ciottoli dipinti con ocra rossa a motivi geometrici.
Molto abbondante è l'industria ossea; sono stati ritrovati punteruoli, spatole, falcetti e pendaglietti in osso.
Durante le ultime fasi sono presenti in alcuni siti (Fossacesia e Santa Maria in Selva) frammenti di rame che attestano l'inizio dell'attività metallurgica.

## Economia
Le pratiche agricole sono ampiamente attestate dalla presenza di macine, falcetti e resti di cereali (farro, grano e orzo). È documentato anche l'allevamento di bovini, suini e ovocaprini. Le attività di caccia, residuali rispetto alle attivite agricole,  sono attestate dalla presenza di resti di cervidi. La tessitura si diffuse soprattutto nei periodi recenti, come documentato dai numerosi pesi da telaio rinvenuti.
Frammenti di manufatti appartenenti a questa cultura sono stati ritrovati in siti posti sull'altra sponda dell'Adriatico, attestando l'esistenza di attività commerciali.